# Хіба ревуть воли, як ясла повні?
«Хіба́ реву́ть воли́, як я́сла по́вні?» — роман українського письменника Панаса Мирного, написаний у співавторстві з Іваном Біликом, Створювався 4 роки (1872—1875). У листопаді 1872 р. була написана повість «Чіпка». Остаточний варіант твору під назвою «Пропаща сила» або «Хіба ревуть воли, як ясла повні» був опублікований 1880 року в Женеві.

## Історія написання

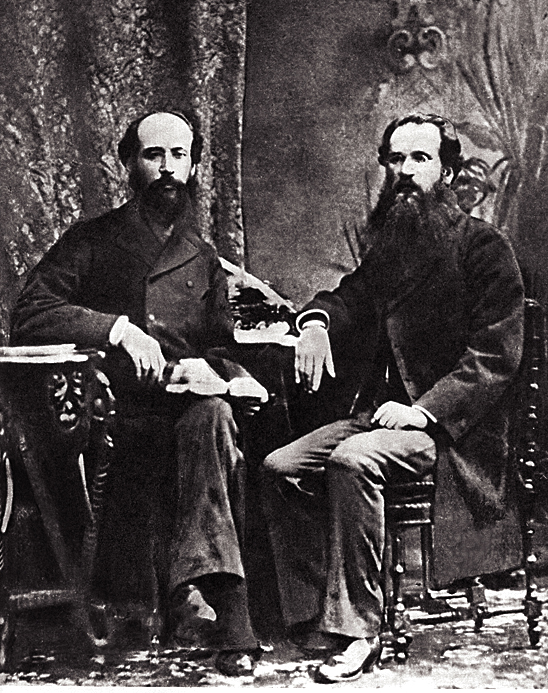
Автори роману: Панас Мирний (ліворуч) та Іван Білик. 1881 рік.

Поштовхом до написання роману стала подорож Панаса Мирного від Полтави до Гадяча. 1874 року у журналі «Правда» письменник опублікував нарис «Подоріжжя од Полтави до Гадяча», який і покладено в основу майбутнього роману. Почута від візника розповідь про «відомого чи не на всю губернію розбишаку» Гнидку, що його засуджено на каторжні роботи, зосталася в пам'яті, «як здоровенний іржавий цвях, забитий в білу стіну його споминів». Найбільше ж дивувало Панаса Мирного те, що люди не засуджували вчинків Гнидки, а навпаки співчували йому, називали його нещасним чоловіком.
Робота над романом тривала чотири роки: з 1872 до 1875 року. Немає жодних свідчень про те, чи збирав Панас Мирний додаткові відомості про Василя Гнидку. Очевидно, головний персонаж твору — Нечипір Вареник (Чіпка) — вигаданий персонаж, якого автор поселив у селі Піски Гетьманського повіту на Полтавщині. Село Піски існувало насправді, проте лежало воно у Гадяцькому повіті, а Гетьманський — вигадав письменник.
Готовий рукопис повісті Рудченко надіслав братові Івану, який тоді працював під літературним псевдонімом Іван Білик, що був відомий фольклорист і літературний критик. Той загалом схвально оцінив сюжет роману, проте зробив деякі суттєві зауваження. Всього редакцій роману було шість. Уже після третьої редакції поради Івана Білика переросли у співпрацю з Панасом Мирним, спрямовану на вдосконалення твору.
Остаточний варіант роману не зміг вийти друком в Україні. Його надруковано тільки 1880 року у Женеві за сприяння Михайла Драгоманова.

### Назва твору
Заголовок твору походить з біблійної Книги Йова (монолог самого Йова, глава 6, вірш 5) в українському перекладі Пантелеймона Куліша, що його опубліковано в журналі «Правда» 1869 року (частина 6, сторінка 44).

## Зміст
Частина перша
- I. Польова царівна: зустріч Чіпки з Галею.
- II. Двужон: історія Вареника — Притики — Хруща — Хрущова.
- III. Дитячі літа: важке дитинство Чіпки.
- IV. Жив-жив! Чіпка в наймах, потім підпасич із Грицьком у діда Уласа.
- V. Тайна-невтайна: Чіпка-вівчар, смерть баби Оришки, розкриття таємниці про батька.
- VI. Дознався: знайомство з Галею.
- VII. Хазяїн: зростання Грицька як доброго господаря.

Частина друга
- VIII. Січовик: історія села Піски (перехід козаків у хлібороби; історія родини Мирона Ґудзя).
- IX. Піски в неволі: приїзд генерала Польського до Пісок; реєстрація селян; шинкарювання Лейби; смерть Мирона Ґудзя в 99-річному віці.
- X. Пани Польські: приїзд у Піски пані генеральші, вечірки, одруження її дочок; «котяче царство» генеральші, доведення до смерті генеральші красивою й веселою дівкою Уляною; приїзд старшого панича — поручика Василя Семеновича, пізніше — молодшого панича Степана; розростання роду панів Польських.
- XI. Махамед: дитинство й молодість Максима Ґудзя, смерть його батьків.
- XII. У москалях: служба Максима-москаля.
- XIII. Максим — старшим: отримання Максимом звання фельдфебеля, одруження з Явдохою; отримання «чистої» й повернення в Піски.

Частина третя
- XIV. Нема землі: звістка про те, що якийсь Луценко — справжній хазяїн Чіпчиної землі; Чіпка в Пороха.
- XV. З легкої руки: Чіпка в суді, спілкування із секретарем Чижиком, який просить хабаря 50 рублів, щоб «поправити діло»; пиятика Чіпки в Пороха; повернення додому.
- XVI. Товариство: знайомство й дружба Чіпки з Матнею, Лушнею й Пацюком; пияцтво; Мотря в приймах у сусідки; «пропивання» нажитого Чіпкою (крім снопів пшениці).
- XVII. Сповідь і покута: сповідь Чіпки в Грицька Чупруненка й Христі; дарування снопів Грицькові; докори Матні, Лушні й Пацюка.
- XVIII. Перший ступінь: розробка Матнею, Лушнею й Пацюком плану пограбування хліба в пана; угода з Гершком щодо продажу вкраденого.
- XIX. Слизька дорога: убивство Чіпкою сторожа; Чіпка зі своїм товариством у чорній; хвилювання Христі за Чіпку; Чіпка і його товариші на волі.
- XX. На волі: звільнення від кріпацтва піщан і звістка про відпрацювання панові ще два роки; обурення селян через їхню «дармову» дворічну працю на пана; звинувачення паном селян у «бунті»; приглушення селянського бунту становим.
- XXI. Сон у руку: сон Чіпки про вбивство сторожа; докори сумління Чіпки.
- XXII. Наука не йде до бука: повернення Мотрі додому; щоденна праця Чіпки по господарству; дружба Чіпки з Грицьком; чутки в Пісках про крадіжки.

Частина четверта
- XXIII. Невзначай свої: нічні збіговиська злодіїв (і Чіпки з його товариством) у Максима Ґудзя.
- XXIV. Розбишацька дочка: розмова Чіпки з Галею, з якої він дізнається про те, що Максим Ґудзь віддає Галю за москаля Сидора.
- XXV. Козак — не без щастя, дівка — не без долі: Чіпка вмовляє Сидора за гроші відмовитися від Галі, виставляє всій роті могорич і домовляється з Грицьком про сватання Галі.
- XXVI. На своїм добрі: сватання Галі, оглядини в Чіпки; вінчання й бучне весілля; переїзд Галі до Чіпки; радісне життя молодих; дружба Чіпчиної й Грицькової родин; зведення Чіпкою нового будинку; новий промисел Чіпки (перепродування полотна).
- XXVII. Новий вік: нове пореформене життя; історія життя Шавку — на, який прибрав до рук цілий повіт (після смерті пана Василя Семеновича Польського); піщани поважають Чіпку як господаря; вибори Чіпки в земство.
- XXVIII. Старе — та поновлене: обрання Чіпки в управу; компромат на Чіпку за колишні злодіяння (у нерозкритій давній судовій справі підозра за крадіжку пшениці в пана Польського й убивство сторожа); відсторонення Чіпки губернатором від управи «по неблагонадежности»; гнів Чіпки; смерть Максима Ґудзя.
- XXIX. Лихо не мовчить: Явдоха Ґудзь, продавши свій хутір, переїздить після смерті чоловіка до Чіпки; сварки Явдохи з матір'ю Чіпки; повернення Чіпки «до старого» (пияцтво з товариством Лушні, Матні й Пацюка); смерть Явдохи.
- XXX. Так оце та правда! Чіпка і його товариство вирізає Хоменкову родину («вісім безневинних душ»); смерть Галі; повідомлення Мотрі про скоєний сином злочин у волость; арешт Чіпки; конвой Чіпки до Сибіру через Піски.

## Ідейно-тематичний зміст
Роман «Хіба ревуть воли, як ясла повні?» став першою в українському письменстві монументальною селянською епопеєю, усебічним змалюванням життя українського села. Автори сміливо утверджують важливу в усі віки ідею: народ жив би мирно, якби не нестерпне гноблення, і тільки силою можливо змінити світ.
Сучасні літературознавці визначають тему роману як зображений на широкому суспільному тлі життєпис злочинця Чіпки від його народження до ув'язнення на каторгу. Цікаво, що в радянських підручниках і посібниках трохи інакше формулювали тему цього твору: «Зображення життя та боротьби українського селянства проти соціального гноблення, зокрема кріпосництва та його залишків, напередодні й під час проведення реформ, що розпочалися 1861 року».

## Жанрові й стильові особливості твору
У романі порушено суспільно значущі соціальні проблеми, тому за характером він соціальний. Крім того, соціальні процеси зображено через психологію героїв, їхні думки, прагнення й переживання, звідси глибокий психологізм. Отже, це яскраво виражений соціально-психологічний роман.
Ця жанрова форма роману — надбання реалістичного мистецтва. Найвидатнішими майстрами роману стали Оноре де Бальзак, Стендаль, Гюстав Флобер, Іван Тургенєв, Федір Достоєвський, Лев Толстой. У реалістичному полотні Панаса Мирного та Івана Білика трапляються й романтичні вкраплення, особливо в першому ліричному розділі «Польова царівна».

## Персонажі

### Чіпка Варениченко
На перших сторінках роману автор знайомить читача з Нечипором Варениченком — парубком, «яких часто-густо можна зустріти по наших хуторах і селах». Проте вирізняє його з-поміж інших палкий погляд, «бистрий як блискавка», у якому світилися «якась незвичайна сміливість і духовна міць, разом з якоюсь хижою тугою…». Багатогранний характер Чіпки — селянин, що протестує проти соціальної несправедливості, але, не знайшовши законних шляхів боротьби, стає на «криву стежку» бунтарства, брати Рудченки досліджують вичерпно та всебічно.
Леонід Ушкалов трактує замкнутість Чіпки на собі, його відлюдькуватість як автобіографічну рису, бо й сам Панас Рудченко ріс тихим, миролюбивим і замкненим.
Подаючи історію села Піски, яке започатковано колись якимсь козаком, автори також простежують і родовід головного героя, згадують про справжнього батька Івана Вареника, тобто Чіпчиного діда, яким був пан Василь Семенович Польський. Кріпачка Уляна, одслуживши в панському дворі, пішла заміж за Петра Вареника, а через три місяці «послав Бог Петрові сина Івана». Разом з панською кров'ю Чіпка успадкував панські вади. Це один із тих генетичних чинників, які мали вплив на формування його характеру. У спадок від баби Оришки — лагідної і доброї, він дістав зародки любові та добра. Недарма він казав: «Я, бабусю, буду добрий… я злого не робитиму, то й Бог мене не поб'є». Вона була єдиною, хто мав вплив на Чіпку.
Ставлення ж до рідної матері є нетиповим для пересічної української селянської дитини. З дитинства він не любив та не слухав її, не боявся ні лайки, ні її бійки. А з роками з'явилася і неповага, і злість, і ненависть до неї.
Виростав Чіпка «в голоді та холоді, у злиднях та недостачах. І все сам собі як палець». Людська несправедливість та кривда розпалили гнів у чутливому та вразливому дитячому серці, роз'ятрили його душу. З самого малку у ньому розвивається жорстокість. Ще малям він повикулупував очі у образа для того, щоби з'їсти скибку хліба, згодом ледве не спалив козака Бородая, почувши від діда Уласа правду про батька він дорікнув матері, чого мовляв батько не повирізував тоді усіх панів. Отже, схильність до помсти, бунтарства притаманні Чіпці з раннього дитинства. З часом болюче відчуття несправедливості, гніту, нерівності посилюється і переростає у тяжку недугу, порушує душевну рівновагу. Щоправда, юнацькі роки для Чіпки були веселішими: сільська громада відсудила йому за матір'ю частину землі, на якій вони завели господарство. Таким чином з'явилася навіть надія на одруження і щасливе сімейне життя Чіпки.
Нова біда — відібрали землю — перевернула спокійне хліборобське життя. Не знайшовши справедливості в суді, де суддя вимагав 50 рублів за повернення землі, Чіпка втрачає віру у справедливість і намагається втопити своє горе в чарці. Пияцтво, лиха компанія — Матня, Лушня, Пацюк — штовхають його до грабіжницького розбою. Стихійний протест, намагання повернути своє керують Чіпкою, коли він нападає на маєтки пана, писаря, голову. Проте будь-який злочин, навіть в ім'я справедливості, деморалізує людину, нівелює цінність людського життя: адже Чіпка навіть не на хвилину не замислюється над тим, що вбив невинну людину — сторожа.

### Грицько
За принципом контрасту виписано образ Грицька. Зазнавши багато горя змалку (його батьки померли від холери, коли він був ще зовсім малою дитиною), Грицько, дійшовши літ, подався на заробітки. Важко працював два роки, але повернувся в село, купив землю, хату, завів господарство і почав думати про весілля. Шукав собі дівчини багатої та вродливої, а покохавши, одружився з сусідською наймичкою, такою само сиротою, як і він. Грицько, як і Чіпка, з дитячих років бачив і кривду, і несправедливість, але він ніколи не намагався чинити опір, бунтувати. Палкі Чіпчині слова не зачіпили його серце, але зародили тугу в чутливій до людського горя Христининій душі.

## Переклади
Перекладено російською та англійською мовами.
1990 року вийшов переклад твору англійською мовою під назвою «Do oxen low when mangers are full?».